# 隔音
隔音是指人們用各種方法來減少聲音的來源給人們帶來的聲壓。以下有幾種方法可以降低聲音，例如拉開發出聲音的來源與接收聲音的地點的距離、用隔音屏障或隔音板來反射與吸收聲波以及使用主動降噪機來降噪。